# Ганимед (митологија)
Ганимед (грч. Γανυμήδης) (лат. Ganimedes) је био је син Троса, оснивача Троје и Калироје. Сматрали су га најлепшим смртником, а у њега се заљубио и сам бог Зевс. Име Ганимеда у преводу значи грч. γάνυσθαι + μήδεα = радост у зрелости.
[Ганимед] је био најлепши рођен из расе смртника, и стога
богови су га приватили к себи, да буде Зевсов точилац вина,
зарад своје лепоте, те да би могао да буде међу бесмртницима.— Илијада, књига XX, редови 233–235.
Мит је био модел за грчки друштвени обичај педерастије, романтичне везе између одраслог мушкарца и адолесцента. Латински облик имена био је Catamitus (и такође „Ганимед“), од чега потиче енглеска реч catamite. Према Платоновим законима, Крићане су редовно оптуживали да су измислили мит, јер су желели да оправдају своја „неприродна задовољства“.

## Фамилија
Ганимед је био син Троса од Дарданије, чије је име „Троја“ наводно изведено од стране његове жене Калирое, ћерке речног бога Скамандра, или Акаларис, кћер Еумеда. У зависности од аутора, био је брат Ила, Асарака, Клеопатре или Клеоместре.
Приче о Ганимеду се, међутим, веома разликују у својим детаљима, јер га једни називају Лаомедоновим сином, други сином Ила. У неким верзијама је познат као Дардан, у другим као Ерихтоније или Асаракус.
| Релације    | Имена         | Извори | Извори         | Извори  | Извори | Извори  | Извори    | Извори   | Извори | Извори | Извори  | Извори | Извори |
| ----------- | ------------- | ------ | -------------- | ------- | ------ | ------- | --------- | -------- | ------ | ------ | ------- | ------ | ------ |
| Релације    | Имена         | Хомер  | Хомерове химне | Еурипид | Диодор | Цицерон | Дионисије | Аполодор | Хигин  | Диктис | Клемент | Суда   | Цецес  |
| Родитељство | Трос ♂        | ✓      | ✓              |         | ✓      |         | ✓         | ✓        |        | ✓      |         | ✓      |        |
| Родитељство | Акаларис ♀    |        |                |         |        |         | ✓         |          |        |        |         |        |        |
| Родитељство | Калирхо ♀     |        |                |         |        |         |           | ✓        |        |        |         |        |        |
| Родитељство | Лаомедон ♂    |        |                | ✓       |        | ✓       |           |          |        |        |         |        |        |
| Родитељство | Ерихтонијус ♂ |        |                |         |        |         |           |          | ✓      |        |         |        |        |
| Родитељство | Асаракус ♂    |        |                |         |        |         |           |          | ✓      |        |         |        |        |
| Родитељство | Дарданус ♂    |        |                |         |        |         |           |          |        |        | ✓       |        |        |
| Родитељство | Илус ♂        |        |                |         |        |         |           |          |        |        |         |        | ✓      |
| Сродници    | Илус          | ✓      |                |         | ✓      |         |           | ✓        |        | ✓      |         | ✓      |        |
| Сродници    | Асаракус      | ✓      |                |         | ✓      |         |           | ✓        |        |        |         | ✓      |        |
| Сродници    | Клеопатра     |        |                |         |        |         |           | ✓        |        |        |         |        |        |
| Сродници    | Клеоместра    |        |                |         |        |         |           |          |        | ✓      |         |        |        |

## Митологија
Ганимед је проводио детињство у Фригији, на брду Иди где је чувао овце, учио, плесао и играо, а како је био изузетно леп, по мишљењу многих људи, а и самих богова, био је најлепши дечак на свету, запазио га је и бог Зевс и одмах се заљубио у њега.
Зевс је послао орла, своју свету птицу, да доведе Ганимеда на Олимп. Многи верују да се сам Зевс претворио у орла и однео га на Олимп.
На Олимпу, Ганимед је, заменио Хебу, богињу вечне младости и постао уместо ње виноточа богова на Олимпу. Сви богови су се, због Ганимедовог доласка на Олимп, радовали, али је богиња Хера била та која га је презирала и била веома љута на њега.
Многи су тврдили да је Ганимед био један од разлога зашто је она у Тројанскоме рату била против Тројанаца.
После отмице, Ганимедов је отац туговао за својим сином, а Зевс је, сазнавши за то наредио Хермесу да му одведе на поклон два коња који су били тако брзи да су по води могли трчати. Хермес је, подаривши коње уверио Троса да му је син постао бесмртан и да точи вино боговима са Олимпа, и да нема шта више да се брине и да престане да жали сина.
Зевс је поставио Ганимеда као сазвежђе Водолија (Aquarius) које је блиско повезано са сазвежђем Орла (Aquila).
Ганимед је, касније постао симбол плодности, дух реке Нил, као симбол хомосексуалне љубави.
По Ганимеду је назван и Јупитеров природни сателит - Ганимед.

## У уметностима

### Древне визуелне уметности
У Атини у 5. веку, прича о Ганимеду је постала популарна међу сликарима ваза, што је одговарало симпозијуму који је био само мушки. Ганимед је обично приказиван као мишићав младић, иако су грчке и римске скулптуре обично описивале његову грађу као мање развијену од спортиста.
Један од најранијих Ганимедових приказа је црвенофигурални кратер берлинског сликара у Лувру. Зевс јури Ганимеда на једној страни, док младић бежи на другој страни, котрљајући обруч држећи у висини петла који кукуриче. Мит о Ганимеду приказан је у препознатљивим савременим терминима, илустрованим уобичајеним понашањем хомоеротских ритуала удварања, као на вази „Ахилијског сликара“ где Ганимед такође бежи са петлом. Петлови су били уобичајени поклони старијих мушких просаца млађим мушкарцима за које су били романтично заинтересовани у Атини у 5. веку. Леохар (око 350. п. н. е.), грчки вајар из Атине, који је био ангажован са Скопасом на Маузолеју у Халикарнасу, излио је изгубљену бронзану групу Ганимеда и орла, дело које се сматрало изузетним по својој генијалној композицији. Очигледно је копиран у познатој мермерној групи у Ватикану. Такви хеленистички гравитационо-поражавајући подвизи били су утицајни на скулптуру барока.
Ганимед и Зевс под маском орла били су популарна тема на римским погребним споменицима са најмање 16 саркофага који приказују ову сцену.

### Ренесанса и барок
Ганимед је био главни симбол хомосексуалне љубави у визуелној и књижевној уметности од ренесансе до касне викторијанске ере, све док Антиноје, наводно љубавник римског цара Хадријана, није постао популарнија тема.
У Шекспировој Како ти се свиђа (1599), комедији о неспоразумима у магичном окружењу Арденске шуме, Селија, обучена као пастирка, постаје „Aliena“ (лат. „странац“, Ганимедова сестра) и Розалинда, јер је „више него обично висока“, облачи се као дечак, Ганимед, што је публици добро позната слика. Она користи на свој двосмислени шарм да заведе Орланда, али и (нехотично) пастирицу Фиби. Тако је иза конвенција елизабетанског позоришта у његовом оригиналном окружењу, младић играо девојку Розалинду која се облачи као дечак, а затим јој се удвара други дечак који игра Фиби. Ганимед се такође појављује у отварању драме Кристофера Марлоа Дидо, краљица Картагине, где његову и Зевсову љубазну шалу прекида љута Афродита (Венера). У каснијој јакобинској трагедији, Women Beware Women, Ганимед, Хеба и Химен накратко изгледају као носиоци пехара на двору, од којих је један отрован у покушају атентата, иако план иде наопако.